# فلاديمير دركوفيتش
فلاديمير دركوفيتش، من مواليد 6 نوفمبر 1937، وتوفي في 22 يونيو 1972، لاعب كرة قدم يوغسلافي سابق.
لعب مع منتخب يوغسلافيا لكرة القدم.

## مسيرته الكروية
لعب فلاديمير دركوفيتش خلال مسيرته الاحترافية مع 4 أندية في سبعة عشر موسمًا وسجل خلالها 7 أهداف ضمن 328 مباراة. حيث فاز في خمسة مواسم بالكأس وفي ثمانية مواسم بالدوري.
خاض فلاديمير دركوفيتش مسيرته مع نادي النجم الأحمر بلغراد في موسم 1955–56 ليلعب معه أحد عشر موسمًا، مشاركًا في 177 مباراة سجل خلالها 7 أهداف. ثم انتقل إلى نادي بوروسيا مونشنغلادباخ في موسم 1966–67 لمدة موسم واحد، حيث شارك في 10 مباريات ولم يسجل أي هدف. لينتقل بعدها إلى نادي سانت إتيان في موسم 1967–68 ليلعب معه أربعة مواسم، مشاركًا في 116 مباراة ولم يسجل أي هدف أيضًا. ثم انتقل إلى نادي سيون في موسم 1971–72 لمدة موسم واحد، مشاركًا في 25 مباراة ولم يسجل أي هدف أيضًا.

## روابط خارجية
- فلاديمير دركوفيتش على موقع الاتحاد الدولي (مؤرشف)  (الإنجليزية)
- فلاديمير دركوفيتش على موقع قاعدة بيانات كرة القدم.إي يو (الإنجليزية)
- فلاديمير دركوفيتش على موقع بيانات كرة القدم. دي إي (الألمانية)
- فلاديمير دركوفيتش على موقع ناشيونال فوتبول تيمز (الإنجليزية)
- فلاديمير دركوفيتش على موقع أوليمبيديا (الإنجليزية)